# Droga transkanadyjska

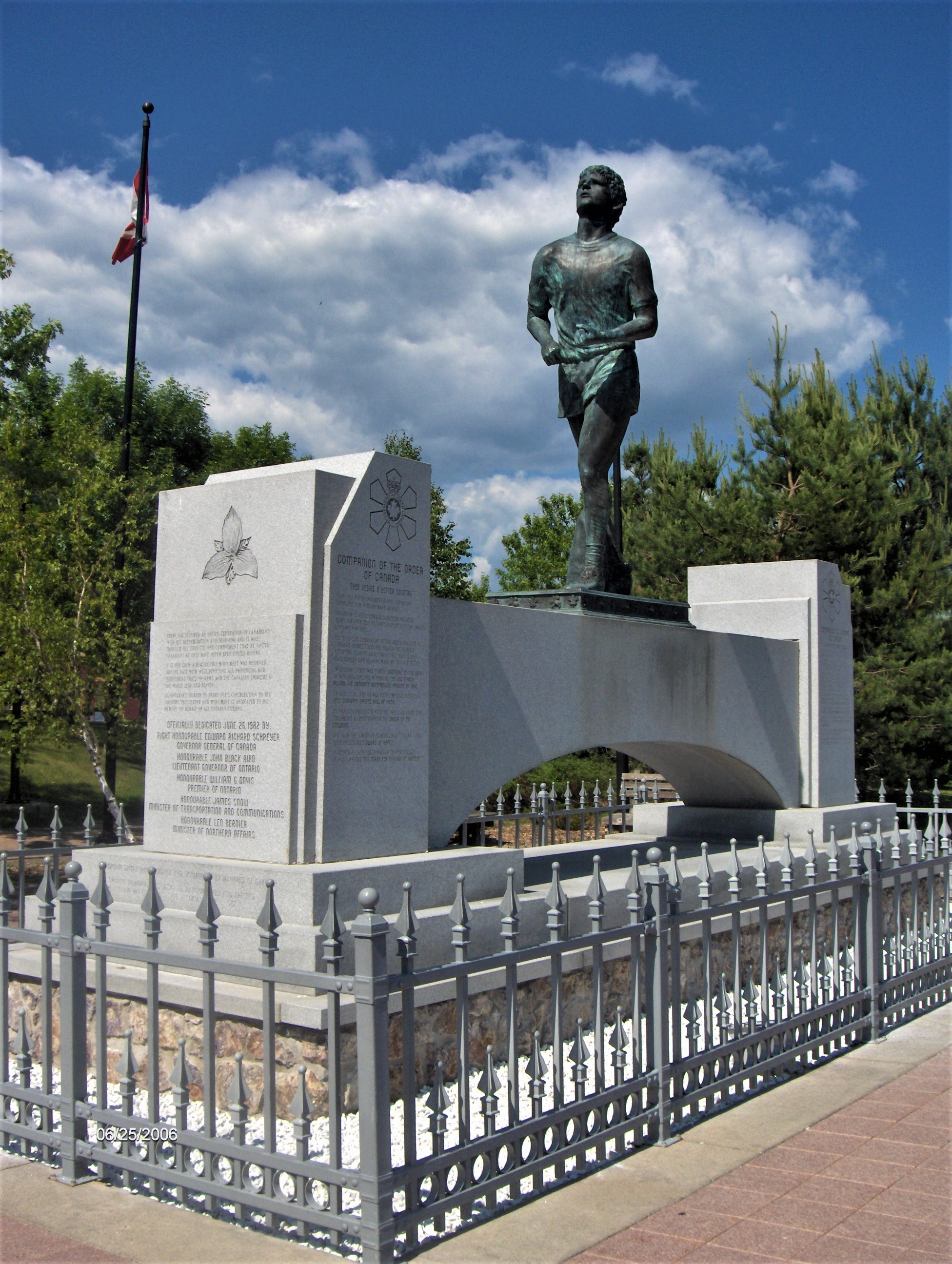
Highway 11/17- Terry Fox

Droga transkanadyjska (ang. Trans-Canada Highway, fr. Route transcanadienne) – zespół krajowych i regionalnych autostrad łączących wschód z zachodem Kanady, przebiegający przez wszystkie 10 prowincji tego kraju. Budowę tras zaplanowano w 1948 roku, rozpoczęto w 1950, oficjalne otwarcie nastąpiło w 1962, zaś zakończenie prac miało miejsce w 1971 roku. Długość głównego odcinka, rozciągającego się pomiędzy Victorią w Kolumbii Brytyjskiej, a St. John’s na wyspie Nowa Fundlandia, liczy obecnie 7821 km.
Droga ma standard autostrady na niektórych odcinkach w gęściej zaludnionych częściach kraju, a w większej części jest drogą jednojezdniową. W prowincji Québec, droga nosi nazwę Autoroute Félix-Leclerc, natomiast poza miastem Montreal nazywa się ona Metropolitan Autoroute/Autoroute Métropolitaine w granicach tego miasta.